# La Jeune Fille sans mains
Pour plus de détails, voir Fiche technique et Distribution.
La Jeune Fille sans mains est un long métrage d'animation français réalisé par Sébastien Laudenbach, sorti en salles le 14 décembre 2016. Il remporte le prix du jury au festival international du film d'animation d'Annecy 2016.
L'histoire du film est librement inspirée du conte éponyme des frères Grimm.

## Synopsis
Un meunier très pauvre est tenté par le diable qui finit par le persuader de lui vendre sa fille. Quand elle comprend ce qui est sur le point d'arriver, la jeune fille parvient à s'échapper, mais avant cela son propre père lui coupe les mains. En dépit de son infirmité, la jeune fille parvient à survivre seule dans la nature. Elle rencontre la déesse de l'eau. Puis elle parvient dans un château où elle est accueillie par un jardinier, jusqu'à ce que le prince qui vit dans cet endroit lui accorde l'hospitalité. Tombé amoureux d'elle, le prince doit cependant s'absenter pour aller guerroyer au loin. Victime d'une ruse du diable, la femme sans mains s'enfuit avec son jeune enfant et trouve refuge dans une vallée isolée au cœur des montagnes. Après de longues années, le prince la retrouve et ils peuvent vivre heureux.

## Fiche technique
- Titre : La Jeune Fille sans mains
- Réalisation : Sébastien Laudenbach
- Scénario et dessins : Sébastien Laudenbach d'après le conte des frères Grimm, inspiré par Olivier Py
- Musique : Olivier Mellano
- Montage : Santi Minasi et Sébastien Laudenbach
- Montage son : Julien Ngo Trong
- Bruitage : Romain Anklewicz
- Mixage : Xavier Marsais
- Compositing : Clorinde Baldassari, Héloïse Ferlay, Julie Lespingal
- Producteur : Jean-Christophe Soulageon
  - Producteur associé : Philippe Martin et David Thion
- Production : Les Films Sauvages et Les Films Pelléas
- Distribution : Shellac et Pyramide Distribution
- Pays :  France
- Durée : 76 minutes
- Dates de sortie :
  -  France : 
    - 12 mai 2016 (Festival de Cannes)
    - 13 juin 2016 (FIFA 2016)
    - 14 décembre 2016

  -  Belgique : 
    - 2 mars 2016 (Festival international du film d'animation de Bruxelles (Anima))

## Distribution
- Anaïs Demoustier : la jeune fille
- Jérémie Elkaïm : le prince
- Philippe Laudenbach : le diable
- Olivier Broche : le père
- Françoise Lebrun : la mère
- Sacha Bourdo : le jardinier
- Elina Löwensohn : la déesse de l'eau

## Production
En 2001, le producteur Les Films Pelléas propose à Sébastien Laudenbach l'adaptation de la pièce d'Olivier Py La Jeune Fille, le diable et le moulin.
Le développement de ce premier projet court sur sept ans, avec divers collaborateurs : Nathalie Hertzberg au scénario, Émilie Mercier au story-board, Muriel Patarroni et Gabrielle Cariolle aux recherches graphiques.
En 2008, le projet est abandonné, faute de financement suffisant, le film ayant été estimé à 4,4 millions d'euros.
En 2012, Chiara Malta, compagne de Sébastien Laudenbach, devient pensionnaire de la Villa Medicis en cinéma. Elle y séjournera de mars 2013 à mars 2014. C'est à l'occasion de ce séjour que Sébastien Laudenbach décide de reprendre le projet. Mais n'ayant ni les droits de la pièce de Py, ni de producteur, ni d'équipe, il se lance seul dans la fabrication de La Jeune Fille sans mains. Il n'utilise presque rien de ce qui avait été fait lors du développement du premier projet, ni le scénario, ni les recherches visuelles, ni le story-board. Il improvise le film du premier plan jusqu'au dernier, en dessinant au pinceau sur du papier, à partir du canevas du conte de Grimm. L'animation est esquissée, Laudenbach ne faisant pas de line-test (test de l'animation) et ne connaissant donc pas le résultat de ce qu'il dessine.
C'est au cours de ce séjour romain que Jean-Christophe Soulageon, avec lequel Laudenbach était en train de réaliser Daphné ou la belle plante (en co-réalisation avec Sylvain Derosne), lui propose de produire La Jeune Fille sans mains.
Sébastien Laudenbach indique dans la presse : « J’avais parfois l’impression d’être mon héroïne, tant mes moyens étaient modestes. »

### Musique originale
La musique originale du film est composée par Olivier Mellano, qui avait déjà travaillé avec le réalisateur pour deux courts-métrages. Tous deux s'accordent sur les thèmes principaux de la bande originale lors d'une projection où ils travaillent ensemble ; Mellano évoque « [une] façon de travailler ensemble très instinctive, très légère et assez brute », facilitée par la confiance établie entre les deux hommes au fil de leur travail commun. Les deux thèmes principaux de la musique du film sont celui de la jeune fille sans mains, liée à un chant sifflé qui revient plusieurs fois, et celui du prince. Plus généralement, la musique, tout comme le conte, est partagée entre des aspects légers et d'autres beaucoup plus sombres. La chanson Wild Girl, que l'on entend à la fin du film, est composée et écrite par le réalisateur, puis réarrangée par le compositeur ; elle est chantée par Laetitia Sheriff.

## Accueil

### Accueil critique
La critique est globalement très positive sur le film, ainsi qu'on peut en avoir un aperçu sur le site Allociné.
La critique de Cécile Mury sur le site de Télérama est enthousiaste, le film recevant le Ulysse 1. Elisabeth Franck-Dumas parle d'un « choc esthétique visuel et sonore » et d'un « enchantement » dans Libération. Stéphane Dreyfus dans La Croix souligne « une beauté étourdissante ».
Dans le quotidien gratuit 20 Minutes, Caroline Vié donne un avis favorable sur le film, dont elle estime qu'il tient « de l’expérience sensorielle et du poème filmé » et dont elle apprécie le personnage principal féminin qui ne se laisse pas abattre.

### Récompenses et nominations[7]
- En 2016, le film reçoit le prix du jury au Festival international du film d'animation d'Annecy[8].
- Festival international du film de Pau 2016 : prix du jury jeune
- BIAF - Bucheon International Animation Film Festival : Grand Prix
- Anim'Est - Festival du film d'animation de Bucarest : Grand Prix
- TAAF - Tokyo Anime Award Festival : Grand Prix
- BIFF - Brasilia International Film Festival : Prix du public
- César 2017 : nommé dans la catégorie Meilleur film d'animation (long-métrage)[9]